# Itaunja
Itaunja là một thị xã và là một nagar panchayat của quận Lucknow thuộc bang Uttar Pradesh, Ấn Độ.

## Địa lý
Itaunja có vị trí 27°05′B 80°55′Đ / 27,08°B 80,92°Đ Nó có độ cao trung bình là 124 mét (406 feet).

## Nhân khẩu
Theo điều tra dân số năm 2001 của Ấn Độ, Itaunja có dân số 6249 người. Phái nam chiếm 54% tổng số dân và phái nữ chiếm 46%. Itaunja có tỷ lệ 61% biết đọc biết viết, cao hơn tỷ lệ trung bình toàn quốc là 59,5%: tỷ lệ cho phái nam là 66%, và tỷ lệ cho phái nữ là 54%. Tại Itaunja, 15% dân số nhỏ hơn 6 tuổi.